# Colegio San Mateo
El Colegio San Mateo de la Compañía de Jesús es una institución educacional católica de Osorno, Chile, perteneciente actualmente a los jesuitas, que anteriormente fue una escuela de la Congregación del Verbo Divino y cuyos orígenes se remontan al siglo XIX.  Es parte de la Red Educacional Ignaciana de Chile y de la Federación Latinoamericana de Colegios de la Compañía de Jesús (FLACSI). 
Este establecimiento docente particular y de pago tiene más de mil alumnos repartidos desde preescolar hasta 4º de la educación media.

## Historia
La primera escuela de Osorno, que llevaba el nombre de San Mateo y que fue fundada en 1835, es el más antiguo antecende histórico del actual colegio que consignan los sanmateinos. Sin embargo, la escuelita tuvo una vida efímera, pues desapareció a los dos años, destruida por el terremoto de noviembre de 1837. Habría que esperar más de medio siglo para que, en 1890, reabriera bajo la dirección del padre Francisco Bohle, pero no hay datos que permitan afirmar que se trataba de la continuidad del primigenio San Mateo. 
Los misioneros del Verbo Divino se hicieron cargo de la dirección de la escuela en 1913, y el 9 de junio esta adquirió el nombre de Liceo Alemán de Osorno. Un incendio lo redujo a cenizas en 1927 y cinco años después, en 1932, reabrió sus puertas ya como Instituto San Mateo en la misma calle Mackenna 962. En 1958, los sacerdotes alemanes del Verbo Divino comunicaron al obispo Francisco Valdés Subercaseaux que no podrían continuar manteniendo el San Mateo, por lo que este entró en conversaciones con los jesuitas para que se hicieran cargo del establecimiento educacional. Al año siguiente, se autorizó el viaje de los sacerdotes jesuitas John Henry, Henry Haske, Joseph O´Neill, Frank Nuggent, James Mc Namara y Bernard Boyle provenientes de Maryland (Estados Unidos), a Osorno.
En 1960, luego del gran terremoto, el padre John Henry asumió como director del plantel, que pasó a llamarse Colegio San Mateo de la Compañía de Jesús.
Los jesuitas construyeron un nuevo inmueble, que fue inaugurado el 24 de abril de 1965 en la calle Barros Arana. Esta institución cumplió una labor muy importante dentro de la comunidad osornina, que vivía una segregación social muy marcada integrando niños más pobres de escuelas rurales y de la misma ciudad por medio de ingresos de la compañía de Jesús y Maryland que permitieron dar becas; en 1981 comenzó a funcionar la sede de la calle Wenceslao Ramos, donde se ubica el Pabellón de Enseñanza Básica. El colegio, que imparte educación preescolar, primaria (básica) y secundaria (media), posee 45.085 m² y 12.024,00 m² construidos.
El San Mateo ha tenido buenos resultados académicos y deportivos, como lo demuestran los premios que ha recibido en diferentes oportunidades. Entre ellos destacan, en el primer campo, el haber salido vencedor en el concurso de la Universidad Austral de Chile en 2008, así como los reconocimientos del Ministerio de Educación como Escuela Exitosa (2004) y Excelencia Académica (2006); y en el segundo, la final escolar de básquetbol disputada en 2013. El colegio San Mateo estuvo entre los diez primeros lugares de los colegios particulares subvencionados en la Prueba de Selección Universitaria 2011. Ese año rindieron la Prueba de Selección Universitaria 102 alumnos y obtuvieron un promedio de 631,7 puntos).
El colegio, que desde su fundación era masculino, comenzó a pasar paulatinamente a la coeducación, a partir de 2005. En 2010 se transformó en un establecimiento educacional particular y en 2011 dejó de recibir subvención estatal, pasando a ser completamente de pago, aunque otorga becas a alumnos de condiciones socioeconómicas vulnerables.
Los estudiantes están organizados en el Centro de Alumnos; El Cultrún, periódico que editan desde 1970, ganó en 2007 el concurso El Mercurio de los Estudiantes.

## Rectores
Los rectores del colegio fueron todos sacerdotes jesuitas hasta 2009, año en que se nombró por primera vez a un laico para este cargo, que José Reyes Santelices asumió el 14 de agosto. En 2005, Juan Miguel Leturia fue denunciado por abusos sexuales practicados en la época en que fue rector y condenado por la justicia canónica.
- Henry Haske, S.J. (1966 – 1968)
- Bernard Boyle, S.J. (1969 – 1974)
- Carlos Hurtado, S.J. (1975)
- Carlos Aldunate, S.J. (1975)
- Bernard Boyle, S.J. (1976 – 1981)
- Fernando Salas, S.J. (1982 – 1987)
- Juan Miguel Leturia, S.J. (1988)
- Thomas Gavin, S.J. (1989 – 1996)
- Alejandro Pizarro, S.J. (1997 – 2003)
- Juan Pablo Cárcamo, S.J. (2003 – 2009)
- José Reyes Santelices (2009 - 2014)
- Alejandro Aguirre Moraga (2015-2021)
- Camilo Echeverría Zárate (2022-Actualidad)

## Exalumnos destacados
- Erik Carrasco, seleccionado nacional de basquetbol
- Mauricio Clavería, batería de la banda de rock La Ley
- Pablo Coro, seleccionado nacional de basquetbol
- Álvaro Gómez, actor
- Felipe Hasse, seleccionado nacional de basquetbol
- Claudio Hohmann, exministro de Transportes y Telecomunicaciones de Chile
- Jaime Luis Huenún, escritor
- Felipe Izquierdo, actor y comediante
- Juan Martabit, diplomático y embajador de Chile en varios países
- John Müller, exdirector adjunto del diario El Mundo, de España
- Roberto Nahum, decano de la Facultad de Derecho Universidad de Chile
- Andrés Nusser, músico
- Néstor Pérez-Arancibia, ingeniero, experto en robots del Departamento de Ingeniería Mecánica y Aeroespacial de la  Universidad del Sur de California
- Koko Stambuk , Músico
- Mario Barrientos, Arquitecto y comediante